# 글로빈
글로빈(영어: globin)은 산소 결합 및 운반에 관여하는 헴 함유 구상 단백질의 슈퍼패밀리이다. 이들 단백질은 모두 일련의 8개의 알파 나선형 부분인 글로빈 접힘을 포함한다. 두 가지 주요 구성원으로는 미오글로빈과 헤모글로빈이 있다. 이들 두 단백질은 모두 헴 보결분자단을 통해 가역적으로 산소와 결합한다. 이들은 많은 생물체들에 널리 분포되어 있다.

## 구조
글로빈 슈퍼패밀리 구성원은 공통된 3차원 접힘을 공유한다. 이 '글로빈 접힘'은 일반적으로 8개의 α 나선으로 구성되지만 일부 단백질은 말단에 추가적인 나선 확장이 있다. 글로빈 접힘에는 나선만 포함되어 있으므로 전체 α 단백질 접힘으로 분류된다.
글로빈 접힘은 이름이 같은 글로빈 패밀리와 피코사이아닌에서 발견된다. 따라서 글로빈 접힘은 발견된 최초의 단백질 접힘이었다(미오글로빈은 구조가 밝혀진 최초의 단백질이었다).

### 나선 패키징
글로빈 접힘 코어의 8개의 나선은 1차 서열에서 서로 가까운 아미노산이 공간적으로도 가까운 다른 구조적 모티프와 달리 중요한 비국소적 구조를 공유한다. 나선은 약 50도의 평균 각도로 함께 모여 있는데, 이는 나선 다발과 같은 다른 나선형 패킹보다 상당히 가파른 것이다. 나선 패킹의 정확한 각도는 단백질의 서열에 따라 달라진다. 왜냐하면 패킹은 나선 경계면 근처의 아미노산 곁사슬의 입체적 상호작용과 소수성 상호작용에 의해 매개되기 때문이다.

## 진화
글로빈은 공통 조상으로부터 진화해 왔으며 다음과 같이 세 가지 계통으로 나눌 수 있다.
- 패밀리 M(미오글로빈 유사) 또는 패밀리 F(태아 헤모글로빈(FHb) 유사)[7]는 전형적인 3/3 접힘을 갖는다.
  - 플라보헤모글로빈에 대한 서브패밀리 태아 헤모글로빈(FHb), 키메라.
  - 단일 도메인 글로빈에 대한 서브패밀리 SDgb(SSDgb와 혼동하지 말것).
- 패밀리 S(센서 유사용), 다시 3/3 접힘.
  - 글로빈 결합 센서에 대한 서브패밀리 GCS, 키메라.
  - 프로토글로빈에 대한 서브패밀리 PGb, 단일 도메인.
  - 센서 단일 도메인 글로빈에 대한 서브패밀리 SSDgb.
- 패밀리 T(잘린 경우), 2/2 접힘,[8] 모든 서브패밀리는 키메라, 단일 도메인 또는 직렬로 연결될 수 있다.[7]
  - 서브패밀리 TrHb1(또한 T1 또는 N).
  - 서브패밀리 TrHb2(또한 T2 또는 O). 2/2 피토글로빈을 포함한다.
  - 서브패밀리 TrHb3(또한 T3 또는 P).

글로빈의 패밀리 M/F는 고세균에 없다. 진핵생물에는 GCS, Pgb 및 T3 서브패밀리 글로빈이 부족하다.
다음과 같이 8가지 글로빈(안드로글로빈(Adgb), 사이토글로빈(Cygb), 글로빈 E(GbE, 새의 눈에서 유래), 글로빈 X(GbX, 포유류나 조류에서는 발견되지 않음), 글로빈 Y(GbY, 일부 포유류에서 유래), 헤모글로빈(Hb), 미오글로빈(Mb), 뉴로글로빈(Ngb))이 척추동물에서 생성되는 것으로 알려져 있다. 이러한 모든 유형은 동물에서 발견되는 F/M 패밀리의 단일 글로빈 유전자로부터 진화해 왔다. 이 단일 유전자는 다른 동물 그룹에서도 산소를 운반하는 "헤모글로빈"을 여러 번 발생시켰다. 기능적으로 다른 여러 헤모글로빈이 동일한 종에 공존할 수 있다.

### 서열 보존
글로빈 슈퍼패밀리의 접힘은 진화적으로 고도로 보존되어 왔지만, 접힘을 형성하는 서열은 16%만큼 낮은 서열 동일성을 가질 수 있다. 접힌 부분의 서열 특이성은 엄격하지 않지만 구조가 안정적이고 가용성을 유지하려면 단백질의 소수성 코어가 유지되어야 하며 일반적으로 친수성 용매에 노출된 표면의 소수성 패치를 피해야 한다. 글로빈 접힘의 가장 유명한 돌연변이는 헤모글로빈을 구성하는 하나의 사슬에서 글루탐산이 발린으로 치환되는 것이다. 이 돌연변이는 단백질 표면에 분자간 응집을 촉진하는 "소수성 패치"를 생성하며, 이는 낫 모양 적혈구 빈혈증을 유발한다.

## 서브패밀리
- 레그헤모글로빈, 인터프로: IPR001032
- 미오글로빈, 인터프로: IPR002335
- 에리트로크루오린, 인터프로: IPR002336
- 헤모글로빈 소단위체 베타, 인터프로: IPR002337
- 헤모글로빈 소단위체 알파, 인터프로: IPR002338
- 미오글로빈, 흡충류, 유형, 인터프로: IPR011406
- 글로빈, 선충류, 인터프로: IPR012085
- 글로빈, 칠성장어/먹장어류, 인터프로: IPR013314
- 글로빈, 환형동물형, 인터프로: IPR013316
- 헤모글로빈, 세포 외, 인터프로: IPR014610

## 예
글로빈 단백질을 암호화하는 사람의 유전자는 다음과 같다.
- CYGB
- HBA1, HBA2, HBB, HBD, HBE1, HBG1, HBG2, HBM, HBQ1, HBZ, MB

글로빈에는 다음이 포함된다.
- 헤모글로빈(Hb)
- 미오글로빈(Mb)
- 뉴로글로빈: 척추동물의 뇌와 망막에서 발현되는 미오글로빈 유사 헴단백질로, 저산소증이나 허혈로 인한 손상으로부터 신경을 보호하는 데 관여한다.[11] 뉴로글로빈은 진화 초기에 갈라진 글로빈 패밀리의 한 부류에 속한다.
- 사이토글로빈: 여러 조직에서 발현되는 산소 센서이다. 뉴로글로빈과 관련이 있다.[12]
- 에리트로크루오린: 환형동물과 절지동물에서 발현되는 고도로 협력적인 세포 외 호흡 단백질은 180개의 소단위체로 육각형 이중층으로 조립된다.[13]
- 레그헤모글로빈(legHb 또는 공생 Hb): 콩과 식물의 뿌리혹에서 생성되며, 여기서 질소 고정을 촉진하기 위해 공생 세균에 산소 확산을 촉진시키는 역할을 한다.
- 비공생 헤모글로빈(NsHb): 비콩과 식물에서 생성되며 스트레스를 받는 식물에서 과발현될 수 있다.
- 플라보헤모글로빈(FHb): N-말단 글로빈 도메인과 C-말단 페레독신 환원효소 유사 NAD/FAD 결합 도메인을 갖는 키메라이다. FHb는 전자를 글로빈의 헴으로 전달하는 C-말단 도메인을 통해 산화 질소로부터 보호하는 역할을 한다.[14]
- 글로빈 E: 새의 망막에 산소를 저장하고 전달하는 역할을 하는 글로빈이다.[15]
- 글로빈 결합 센서: 세균의 화학수용체의 세포질 신호전달 도메인과 유사한 N-말단 미오글로빈 유사 도메인과 C-말단 도메인을 가지고 있는 키메라이다. 이들은 산소와 결합하고 공기주성 반응을 시작하거나 유전자 발현을 조절하는 역할을 한다.[16][17]
- 프로토글로빈: 글로빈 결합 센서의 N 말단 도메인과 관련된 고세균에서 발견되는 단일 도메인 글로빈이다.[18]
- 잘린 2/2 글로빈: 첫 번째 나선이 부족하여 표준 3-오버-3 알파 나선형 샌드위치 접힘 대신 2-오버-2를 제공한다. 구조적 특징에 따라 세 가지 주요 그룹(I, II, III)으로 나눌 수 있다.
- HbN(또는 GlbN): 매우 높은 친화력과 느린 해리 속도로 산소와 협력적으로 결합하는 절단된 헤모글로빈 유사 단백질로, 산소 운반에서 제외될 수 있다. 이는 세균성 산화 질소 해독 및 질산화 스트레스에 관여하는 것으로 보인다.[19]
- 사이아노글로빈(또는 GlbN): 남세균에서 발견되는 잘린 헴단백질로 산소 친화력이 높고 호흡 색소가 아닌 말단 산화효소의 일부로 역할을 하는 것으로 보인다.[20]
- HbO(또는 GlbO): HbN보다 산소 친화력이 낮은 잘린 헤모글로빈 유사 단백질이다. HbO는 세균의 세포막과 결합하여 이 단백질이 부족한 막에 비해 산소 흡수를 크게 증가시킨다. HbO는 말단 산화효소와 상호작용을 하는 것으로 보이며, 호기성 대사 중 산소 전달을 촉진하는 산소/전자 전달 과정에 참여할 수 있다.[21]
- Glb3: HbN보다 HbO와 더 밀접하게 관련되어 있는 것으로 보이는 식물의 핵 암호화 잘린 헤모글로빈이다. 애기장대(Arabidopsis thaliana)의 Glb3는 산소와 이산화 탄소의 농도와 무관한 특이한 결합을 나타낸다.[22]

## 글로빈 접힘
글로빈 접힘(cd01067)에는 일부 비헴 단백질도 포함되어 있다. 그 중 일부는 2성분 조절 시스템인 히스티딘 키네이스의 N-말단 도메인, RsbR, RsbN인 피코빌리단백질이다.

## 같이 보기
- C-풍부 안정성 요소
- 구상 단백질
- 헤모글로빈
- 헴
- 미오글로빈
- 피토글로빈